# Југославија на Зимским олимпијским играма 1976.
Југославија (СФРЈ) је на дванаесте ЗОИ послала 28 својих спортиста од којих 27 мушких и једног женског представника. Ово је било десето учешће Југословенских спортиста на Зимским олимпијским играма. Игре су одржане 1976. године у Инзбруку, Аустрија. 
Југословенски представници су се такмичили у нордијском дисциплинама, алпском скијању, скијашким скоковима и по четврти пут у Хокеју на леду. Као и на девет претходних олимпијада, југословенски спортисти нису освојили ни једну медаљу. Најбољи пласман остварио је Бојан Крижај, освојивши 18. место у велеслалому, у конкуренцији од 97 такмичара.

## Алпско скијање
| Спортиста       | Дисциплина     | Поз.  | Резултат                         |
| --------------- | -------------- | ----- | -------------------------------- |
| Миран Гашпершич | велеслалом (м) | нзт-1 | без резултата, трка 1            |
| Миран Гашпершич | слалом (м)     | нзт-1 | без резултата, трка 1            |
| Андреј Кожељ    | спуст (м)      | 37.   | 1.52,75 (+7,02)                  |
| Андреј Кожељ    | велеслалом (м) | 35.   | 3.50,48 (+23,51) 1.54,43+1.56,05 |
| Андреј Кожељ    | слалом (м)     | 31.   | 2.23,66 (+20,37) 1.09,50+1.14,16 |
| Бојан Крижај    | велеслалом (м) | 18.   | 3.35,90 (+8,93) 1.49,08+1.46,82  |
| Бојан Крижај    | слалом (м)     | нзт-1 | без резултата, трка 1            |
| Ађин Пашовић    | спуст (м)      | 46e   | 1.54,57 (+8,84)                  |
| Ађин Пашовић    | велеслалом (м) | нзт-1 | без резултата, трка 2            |
| Ађин Пашовић    | слалом (м)     | нзт-1 | без резултата, трка 1            |

## Нордијска комбинација
| Спортиста           | Дисциплина | Поз. | Резултат               |
| ------------------- | ---------- | ---- | ---------------------- |
| Максимилијан Јеленц | 15 km (м)  | 57.  | 49.35,35 (+5.36,88)    |
| Максимилијан Јеленц | 30 km (м)  | 60.  | 1:44.20,25 (+13.50,87) |
| Максимилијан Јеленц | 50 km (м)  | 44.  | 3:05.05,94 (+27.35,89) |
| Милена Кордеж       | 5 km (ж)   | 37.  | 18.36,23 (+2.47,54)    |
| Милена Кордеж       | 10 km (ж)  | 39.  | 35.15,54 (+5.02,13)    |

## Скијашки скокови
| Спортиста     | Дисциплина | Поз. | Резултат                                          |
| ------------- | ---------- | ---- | ------------------------------------------------- |
| Јанез Демшар  | 70 m (м)   | 47.  | 199,8 поена 98,3 p. (72,5 m) + 101,5 p. (74,5 m)  |
| Јанез Демшар  | 90 m (м)   | 43.  | 157,8 поена 86,7 p. (83,0 m) + 71,1 p. (74,0 m)   |
| Бранко Долхар | 70 m (м)   | 42.  | 204,1 поена 104,1 p. (75,5 m) + 100,0 p. (74,5 m) |
| Бранко Долхар | 90 m (м)   | 42.  | 160,2 поена 85,2 p. (83,0 m) + 75,0 p. (77,5 m)   |
| Богдан Норчич | 70 m (м)   | 38.  | 205,8 поена 102,5 p. (74,5 m) + 103,3 p. (75,0 m) |
| Богдан Норчич | 90 m (м)   | 28.  | 178,0 поена 90,5 p. (85,0 m) + 87,5 p. (82,5 m)   |
| Иво Зупан     | 70 m (м)   | 46.  | 202,3 поена 103,8 p. (75,0 m) + 98,5 p. (72,0 m)  |
| Иво Зупан     | 90 m (м)   | 54.  | 119,4 поена 52,2 p. (68,0 m) + 67,2 p. (73,0 m)   |

## Хокеј на леду
| Спортиста | Дисциплина | Поз. | Резултати |
| --- | ---------- | ---- | --- |
| Марјан Жбонтар Јанез Албрехт Мирослав Лап Драго Савић Божидар Беравс Бојан Кумар Иван Шчап Богдан Јакопич Мирослав Гојановић Едуард Хафнер Томаж Лепша Роман Смолеј Игнац Кавец Франци Жбонтар Силво Пољаншек Јанез Петач Јанез Путерле Горазд Хити | мушки      | 10.  | квалификациона рунда: · 4- 8 Југославија - Сједињене Државе · Група Б (7.-12. места): · 6- 4 Југославија - Швајцарска · 4- 3 Југославија - Румунија · 8- 5 Југославија - Бугарска · 3- 4 Југославија - Јапан · 1- 3 Југославија - Аустрија |